# Tecido linfoide
O tecido linfoide (também conhecido como tecido linfático) é um tipo de tecido conetivo no Sistema Linfático que contém grande quantidade de linfócitos. Este tecido constitui os rins,o baço, o timo, a amigda palatina (tonsilas), os nódulos viscerais, agregados de nódulos linfáticos os quais estão todos associados com membranas mucosas do tracto gastro-intestinal (intestinos). Ele é formado basicamente por linfócitos, macrófagos e plasmócitos. Os linfócitos se dirigem aos órgãos linfoites citados e sofrem diferenciação, originando os linfócitos T, B e K, que estão relacionados com o sistema imunológico, assim como os macrófagos, envolvidos no processo de fagocitose dos microorganismos invasores.